# Obelisco de Livros
O Obelisco de livros é um monumento brasileiro ao livro e fica localizado no município brasileiro de Morro Reuter, no estado do Rio Grande do Sul.

## Arquitetura
O obelisco foi esculpido pelo astista uruguaio, Gustavo Nakle, é construído em fibra de vidro, resina, talco industrial e pó de mármore e tem sua feitura arquitetônica toda construída em forma de livros empilhados em um ornato em que cada um dos 72 livros formam um bloco do monumento e na página oficial da prefeitura de Morro Reuter tem a seguinte informação: "Foi realizada devido a séria política de leitura que vinha sendo desenvolvida desde a emancipação de Morro Reuter em 1993. Para a sua construção, lançou-se uma campanha, e com o apoio da RBS TV na divulgação, conseguiu-se 54 amigos do livro (escritores, editoras, famílias de Morro Reuter e região), cada uma contribuiu com R$ 450,00. O nome destas pessoas esta impresso na placa que consta na base do monumento".